# Persone di nome Evgenija
| Questa pagina contiene informazioni ricavate automaticamente dalle voci biografiche con l'ausilio del template Bio e di un bot. L'aggiornamento è periodico e automatico e ricostruisce completamente la pagina. Se manca una persona in questa lista, sei pregato di non aggiungerla, ma accertati piuttosto che la sua voce biografica contenga il template Bio e che i dati anagrafici siano correttamente compilati. Se il template Bio manca, inseriscilo tu stesso o, in alternativa, metti l'avviso {{tmp\|Bio}} che ne segnala la mancanza. Se i dati riportati sono sbagliati, correggi direttamente la voce biografica; le modifiche saranno visibili in questa lista entro pochi giorni. Per chiarimenti vedi il progetto antroponimi. La lista contiene solo le 51 persone che sono citate nell'enciclopedia e per le quali è stato implementato correttamente il template Bio. Pagina aggiornata al 16 ott 2024. |

Questa è una lista di persone presenti nell'enciclopedia che hanno il prenome Evgenija, suddivise per attività principale.

## Allenatrici di tennis(1)
- Evgenija Manjukova, allenatrice di tennis e ex tennista russa (Mosca, n. 1968)

## Artiste(1)
- Evgenija Petrovna Antipova, artista e pittrice russa (Toropec, n. 1917 - San Pietroburgo, † 2009)

## Astronome(1)
- Evgenija Jakovlevna Bugoslavskaja, astronoma sovietica (Mosca, n. 1899 - Mosca, † 1960)

## Attiviste(1)
- Evgenija Čirikova, attivista e ambientalista russa (Mosca, n. 1976)

## Attrici(3)
- Evgenija Glušenko, attrice russa (Rostov sul Don, n. 1952)
- Evgenija Kozyreva, attrice sovietica (Smolensk, n. 1920 - Mosca, † 1992)
- Evgenija Simonova, attrice sovietica (Leningrado, n. 1955)

## Biatlete(1)
- Evgenija Pavlova, biatleta russa (n. 1993)

## Cantanti(1)
- Evgenija Red'ko, cantante lituana (Urali)

## Cestiste(3)
- Evgenija Beljakova, cestista russa (Leningrado, n. 1986)
- Evgenija Nikonova, ex cestista russa (Belgorod, n. 1970)
- Evgenija Rjabuškina, cestista sovietica (Mosca, n. 1923 - † 2018)

## Danzatrici(3)
- Evgenija Viktorovna Obrazcova, danzatrice e attrice russa (Leningrado, n. 1984)
- Jia Ruskaja, danzatrice e coreografa russa (Kerč', n. 1902 - Roma, † 1970)
- Evgenija Pavlovna Sokolova, ballerina russa (San Pietroburgo, n. 1850 - Leningrado, † 1925)

## Fondiste(4)
- Evgenija Bičugova, fondista russa (Čerepovec, n. 1958)
- Evgenija Chachina, ex fondista russa (n. 1981)
- Evgenija Medvedeva, ex fondista russa (Kondopoga, n. 1976)
- Evgenija Šapovalova, fondista russa (Nižnij Tagil, n. 1986)

## Ginnaste(4)
- Evgenija Kanaeva, ex ginnasta russa (Omsk, n. 1990)
- Evgenija Kuznecova, ex ginnasta russa (San Pietroburgo, n. 1980)
- Evgenija Levanova, ginnasta russa (Čeboksary, n. 2000)
- Evgenija Šelgunova, ginnasta russa (Alatyr', n. 1997)

## Giocatrici di beach volley(1)
- Evgenija Ukolova, giocatrice di beach volley russa (Mosca, n. 1989)

## Lottatrici(1)
- Evgenija Zacharčenko, lottatrice russa (n. 1999)

## Militari(1)
- Evgenija Maksimovna Rudneva, militare sovietica (Berdjans'k, n. 1921 - Kerč', † 1944)

## Modelle(1)
- Evgenija Volodina, supermodella russa (Kazan', n. 1984)

## Ostacoliste(1)
- Evgenija Isakova, ex ostacolista russa (n. 1978)

## Pallanuotiste(2)
- Evgenija Ivanova, pallanuotista russa (Nižnij Novgorod, n. 1987)
- Evgenija Soboleva, pallanuotista russa (Kiriši, n. 1988)

## Pallavoliste(2)
- Evgenija Artamonova, ex pallavolista russa (Ekaterinburg, n. 1975)
- Evgenija Starceva, pallavolista russa (Čeljabinsk, n. 1989)

## Pattinatrici artistiche su ghiaccio(2)
- Evgenija Tarasova, ex pattinatrice artistica su ghiaccio russa (Kazan', n. 1994)
- Evgenija Šiškova, ex pattinatrice artistica su ghiaccio sovietica (Leningrado, n. 1972)

## Pattinatrici di short track(2)
- Evgenija Radanova, pattinatrice di short track e pistard bulgara (Sofia, n. 1977)
- Evgenija Zacharova, pattinatrice di short track russa (Novogorsk, n. 1994)

## Pattinatrici di velocità su ghiaccio(1)
- Evgenija Lalenkova, pattinatrice di velocità su ghiaccio russa (Čerepovec, n. 1990)

## Pesiste(1)
- Evgenija Kolodko, pesista russa (Mosca, n. 1990)

## Rivoluzionarie(3)
- Evgenija Nikolaevna Figner, rivoluzionaria russa (Nikiforovo, n. 1858 - Mosca, † 1931)
- Evgenija Dmitrievna Subbotina, rivoluzionaria russa (Izmalkovo, n. 1853 - Mosca)
- Evgenija Florianovna Zavadskaja, rivoluzionaria russa (Chmelevoe, n. 1852 - Ginevra, † 1883)

## Schermitrici(2)
- Evgenija Lamonova, schermitrice russa (Kurčatov, n. 1983)
- Evgenija Stroganova, schermitrice russa (n. 1979)

## Sciatrici alpine(1)
- Evgenija Sidorova, sciatrice alpina russa (Mosca, n. 1930 - Mosca, † 2003)

## Scrittrici(1)
- Evgenija Solomonovna Ginzburg, scrittrice russa (Mosca, n. 1904 - † 1977)

## Tenniste(4)
- Evgenija Birjukova, ex tennista sovietica (n. 1952)
- Evgenija Kulikovskaja, ex tennista russa (Mosca, n. 1978)
- Evgenija Lineckaja, tennista russa (Mosca, n. 1986)
- Evgenija Rodina, tennista russa (Mosca, n. 1989)

## Velociste(2)
- Evgenija Poljakova, velocista russa (Mosca, n. 1983)
- Evgenija Sečenova, velocista sovietica (Sebastopoli, n. 1918 - † 1990)